# Бурре, Жозеф-Кристиан-Эрнест
Жозеф-Кристиан-Эрнест Бурре (фр. Joseph-Christian-Ernest Bourret; 9 декабря 1827, Сент-Этьен-де-Люгдарес, королевство Франция — 10 июля 1896, Родез, Франция) — французский кардинал, ораторианец. Епископ Родеза с 27 октября 1871 по 10 июля 1896. Кардинал-священник с 12 июня 1893, с титулом церкви Санта-Мария-Нуова с 21 мая 1894.